# Bidhūna
Bidhūna är en ort i Indien.   Den ligger i distriktet Auraiya och delstaten Uttar Pradesh, i den centrala delen av landet, 300 km sydost om huvudstaden New Delhi. Bidhūna ligger 147 meter över havet och antalet invånare är 27 158.
Terrängen runt Bidhūna är mycket platt. Runt Bidhūna är det tätbefolkat, med 591 invånare per kvadratkilometer. Det finns inga andra samhällen i närheten. Trakten runt Bidhūna består till största delen av jordbruksmark.